# Serain
Serain es una comuna francesa situada en el departamento de Aisne, en la región Alta Francia.

## Demografía
| 612 | 534 | 501 | 459 | 404 | 420 | 407 | 390 |
| Para los censos de 1962 a 1999 la población legal corresponde a la población sin duplicidades (Fuente: INSEE [Consultar]) |     |     |     |     |     |     |     |